# Acanthogorgia pararidleyi
Acanthogorgia pararidleyi is een zachte koraalsoort uit de familie Acanthogorgiidae. De koraalsoort komt uit het geslacht Acanthogorgia. Acanthogorgia pararidleyi werd in 1947 voor het eerst wetenschappelijk beschreven door Stiasny. 